# ۶۱۷ (میلادی)
۶۱۷ (میلادی) ششصد  و هفدهمین سال تقویم میلادی است.

## درگذشتگان
‎